# Nadchodzi osobliwość
Nadchodzi osobliwość (tytuł ang. The Singularity Is Near: When Humans Transcend Biology) – aktualizacja z 2005 roku książki Raymonda Kurzweila Wiek maszyn duchowych (tytuł ang. The Age of Spiritual Machines) z 1999 roku oraz książki Wiek maszyn inteligentnych (tytuł ang. The Age of Intelligent Machines) z 1990 roku.
W książce tej, podobnie jak w dwóch poprzednich, Ray Kurzweil przedstawia obraz tego, co może nastąpić w przyszłości. Sugeruje nadejście osobliwości technologicznej, co oznacza, że technologia wywrze wpływ na ludzkie ciało i umysł. Osobliwość będzie wynikiem połączenia trzech ważnych technologii XXI wieku: genetyki, nanotechnologii i robotyki (w tym sztucznej inteligencji).
W książce Kurzweil przedstawia cztery główne założenia swej teorii:
1. Osobliwość jako „technologiczna ewolucja” jest osiągalnym celem dla ludzkości,
2. Rozwój technologiczny dokonuje się w kierunku Osobliwości w sposób wykładniczy, na zasadzie prawa, według którego przełomy technologiczne pojawiają się w coraz krótszych odstępach czasu,
3. Funkcjonalność ludzkiego mózgu będzie mierzalna dzięki technologii, która powstanie w przyszłości,
4. Osiągnięcia w dziedzinie medycyny powodują, że ludzie z pokolenia Kurzweila tzw. Baby Boomers żyją dość długo, by doświadczyć tego, iż osiągnięcia technologiczne znacznie wpływają na i przewyższają procesy umysłu ludzkiego.